# Misil de crucero lanzado desde el aire

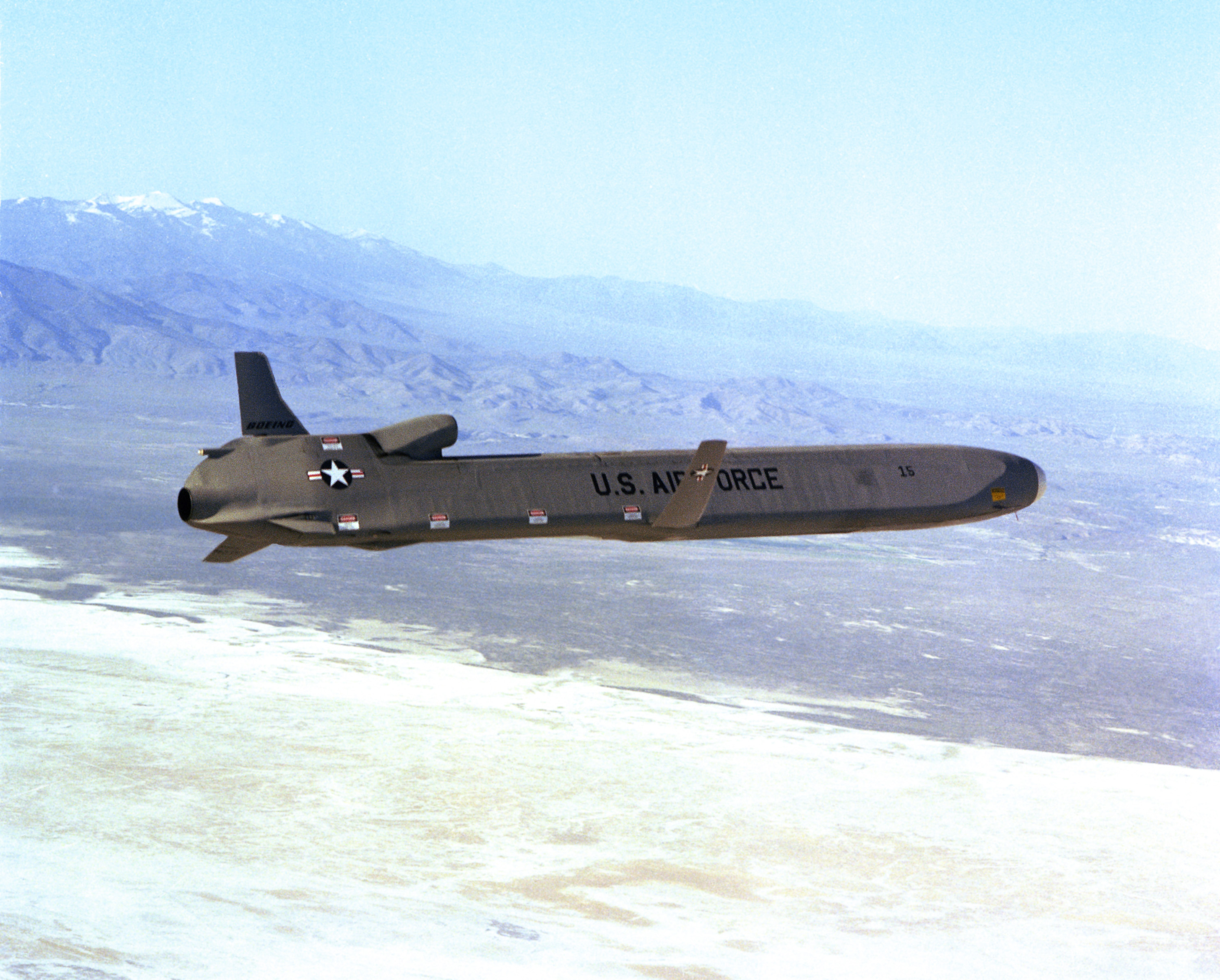
An AGM-86 air-launched cruise missile in flight (1980)

Un misil de crucero lanzado desde el aire (en inglés: Air-launched cruise missile, ALCM) es un misil de crucero que se lanza desde un avión militar. Las versiones actuales suelen ser armas de lanzamiento que se utilizan para atacar objetivos terrestres predeterminados con cargas útiles convencionales, nucleares o termonucleares.
Los tipos específicos de ALCM (actuales, pasados y en desarrollo) incluyen:
- AGM-28 Hound Dog (EE. UU.)
- AGM-84H/K SLAM-ER (EE. UU.)
- AGM-86 ALCM (EE. UU.)
- AGM-129 ACM (EE. UU.)
- AGM-158 JASSM (EE. UU.)
- AGM-158C LRASM (EE. UU.)
- AGM-181 LRSO (EE. UU.)
- Air-Sol Moyenne Portée ASMP (Francia)
- ASN4G (Francia)
- BrahMos (India/Rusia)
- BrahMos-II (India/Rusia)
- CJ-10 (China)
- Delilah (Israel)
- Hatf-VIII (Ra'ad) (Pakistán)
- Hypersonic Attack Cruise Missile (EE. UU.)
- Hypersonic Air Launched Offensive Anti-Surface (EE. UU.)
- Ra'ad-II (Pakistán)
- Joint Strike Missile (Noruega/EE. UU.)
- Kalibr-A (Rusia)
- Taurus KEPD 350 (Alemania/Suecia)
- Kh-20 (URSS)
- Kh-32 (Rusia)
- Kh-35 (Rusia)
- Kh-55/Kh-555 (URSS/Rusia)
- Kh-59 (URSS/Rusia)
- Kh-61 (URSS/Rusia)
- Kh-101/102 (Rusia)
- KSR-5 (URSS)
- MICLA-BR (Brasil)
- Perseus (Francia/Reino Unido)[1]
- Popeye (Israel)
- Saber (EAU)
- SOM (Turquía)
- Soumar (Irán)
- Storm Shadow/SCALP EG (Francia/Reino Unido)
- Wan Chien (Taiwán)
- Ya-Ali (Irán)
- 3M-51 Alfa (Rusia)
- 3M22 Zircon (Rusia)
- 10Kh (URSS)